# Verwaltungsgemeinschaft Kallmünz
Die Verwaltungsgemeinschaft Kallmünz liegt im Oberpfälzer Landkreis Regensburg und wird von folgenden Gemeinden gebildet:
1. Duggendorf, 1544 Einwohner, 22,88 km²
2. Holzheim a.Forst, 1093 Einwohner, 15,65 km²
3. Kallmünz, Markt, 2798 Einwohner, 43,18 km²

Sitz der Verwaltungsgemeinschaft ist Kallmünz.
Gemeinschaftsvorsitzender ist Siegfried Bauer.